# James Hurford
James Hurford (ur. 16 lipca 1941) – brytyjski językoznawca.
Jest redaktorem naczelnym serii wydawniczej „Oxford Studies in the Evolution of Language”, jak też członkiem Centrum ds. Ewolucji Języka na Uniwersytecie Edynburskim, gdzie pracuje jako profesor emeritus.
W 2015 r. został wybrany członkiem British Academy.

## Publikacje
- 2014 The Origins of Language: A Slim Guide
- 2011 The Origins of Grammar: Language in the Light of Evolution
- 2007 The Origins of Meaning: Language in the Light of Evolution
- 1994 Grammar: a Student's Guide
- 1987 Language and Number: the emergence of a cognitive system
- 1983 Semantics: a Coursebook
- 1975 The Linguistic Theory of Numerals